# Ophiohymen gymnodiscus
Ophiohymen gymnodiscus är en ormstjärneart som beskrevs av Hubert Lyman Clark 1911. Ophiohymen gymnodiscus ingår i släktet Ophiohymen och familjen skinnormstjärnor. Inga underarter finns listade i Catalogue of Life.